# Marthe Laurens
Marthe Laurens (1886–1957) war eine französische Künstlerin, die in den Bereichen Malerei und Keramik aktiv war. 

## Leben und Werk
Marthe Laurens ist vor allem für ihre kubistischen Stillleben bekannt, die von ihrer Bewunderung für Georges Braque beeinflusst sind. Sie nahm ab 1920 an Ausstellungen der Société des Artistes Indépendants teil. In ihrem Spätwerk nimmt die Keramik eine zunehmende Rolle ein. Marthe Laurens stellte ihre Keramiken allerdings nur ein einziges Mal öffentlich aus und zwar 1951 bei der Ausstellung Céramiques de maîtres im Palais de Rumine in Lausanne.
Marthe Laurens war mit dem Künstler Henri Laurens verheiratet. Sie ist auf dem Cimetière Montparnasse begraben.